# Caesalpinia cucullata
Caesalpinia cucullata är en ärtväxtart som beskrevs av William Roxburgh. Caesalpinia cucullata ingår i släktet Caesalpinia och familjen ärtväxter. Inga underarter finns listade i Catalogue of Life.